# Folkeafstemningen om Danmarks deltagelse i den fælles valuta
Folkeafstemningen om Danmarks deltagelse i den fælles valuta var en dansk folkeafstemning, der blev afholdt 28. september 2000 og handlede om hvorvidt Danmark skulle indtræde i tredje fase af Den Økonomiske og Monetære Union (ØMU) pr. 1. januar 2002 og dermed indføre euroen som valuta i stedet for den danske krone. Resultatet af afstemningen blev, at 46,8 procent stemte ja og 53,2 stemte nej. Valgdeltagelsen var 87,6%.
Baggrunden for afstemningen var, at Danmark 2. juni 1992 afviste Maastricht-traktaten ved en folkeafstemning. Ved en ny folkeafstemning 18. maj 1993 ratificerede Danmark traktaten i overensstemmelse med Edinburgh-aftalen. Det betød, at Danmark fik fire undtagelser knyttet til sit EU-medlemskab – det ene af forbeholdene var at stå uden for ØMU'en. I marts 2000 besluttede regeringen under ledelse af Poul Nyrup Rasmussen (S) at sende ØMU-spørgsmålet til folkeafstemning for senere at kunne indføre euroen. En folkeafstemning var nødvendig, fordi Justitsministeriet vurderede at deltagelsen i den fælles valuta ville indebære suverænitetsafgivelse for Danmark.

## Resultat
| Valg                            | Stemmer   | %    |
| ------------------------------- | --------- | ---- |
| For                             | 1.620.353 | 46,8 |
| Imod                            | 1.842.814 | 53,2 |
| Ugyldige                        | 40.358    | –    |
| I alt                           | 3.503.525 | 100  |
| Registrerede vælgere/deltagelse | 3.999.325 | 87,6 |
| Kilde: Nohlen & Stöver          |           |      |